# Wendy Wu: Războinica Miss Boboc
Wendy Wu: Războinica Miss Boboc (în engleză Wendy Wu: Homecoming Warrior) este un film original Disney Channel din 2006, avându-i în rolurile principale pe Brenda Song și Shin Koyamada. Koyamada joacă rolul unui călugăr chinez, care o vizitează pe Wendy pentru a-i da de înțeles că ea este reîncarnarea unei războinice puternice și singura persoană care poate preveni ca un străvechi spirit malefic să distrugă lumea.
În Statele Unite, premiera filmului a fost vizionată de peste 5,7 milioane de telespectatori, făcând filmul al cincilea cel mai bine urmărit Film Original Disney Channel la acea vreme. Filmul a primit, de asemenea, cel mai mare rating în istoria Disney Channel Japonia. Filmul a doborât, de asemenea, recordurile din Marea Britanie și din restul Europei, făcând Disney Channel cel mai bine cotat canal de divertisment pentru copii din Europa.
Filmul a fost filmat aproape în întregime în Auckland, Noua Zeelandă. În România, filmul a avut premiera pe 18 martie 2010, la Disney Channel România.

## Distribuția
| Cast                | Cast                                              |
| Actor               | Rol                                               |
| ------------------- | ------------------------------------------------- |
| Brenda Song         | Wendy Wu                                          |
| Shin Koyamada       | Shen                                              |
| Ellen Woglom        | Jessica Dawson (inamica lui Wendy)                |
| Tsai Chin           | Bunica Wu                                         |
| Justin Chon         | Peter Wu (fratele lui Wendy)                      |
| Michael David Cheng | Kenny Wu (tatăl lui Wendy)                        |
| Susan Chuang        | Nina Wu (mama lui Wendy)                          |
| Paul Willis         | Directorul Frank Nunan                            |
| James Gaylyn        | Domnul Medina (profesorul de istorie a lui Wendy) |
| Sally Stockwell     | Coach Gibbs (profesoara de sport a lui Wendy)     |
| Tomothy Raby        | Domnul Tobias (alt profesor)                      |
| Michael Saccente    | Domnul Garibay (alt profesor)                     |
| Andy Fischer-Price  | Austin (prietenul lui Wendy)                      |
| Sally Martin        | Tory (prietena lui Wendy)                         |
| Anna Hutchison      | Lisa (cealaltă prietenă a lui Wendy)              |
| Heff DelFino        | Băiatul care livrează Pizza                       |
| Geoff Dolan         | Paznicul de la muzeu                              |

## Coloana sonoră
- Brenda Song a înregistrat un cântec pentru Wendy Wu, numit "I'm Not That Girl", scris de Eddie Galan. Cântecul a fost difuzat de Radio Disney.
- "Go (Jump! Mix)" cântat de Jupiter Rising
- "Will it Go 'Round in Circles?" cântat de Orlando Brown
- "Dance Alone" cântat de Sweet James
- "Keepin It" cântat de Drew Seeley

## Urmări
În luna octombrie a anului 2007, revista Variety a anunțat că Brenda Song și Shin Koyamada își vor relua rolurile în partea a doua a filmului Wendy Wu: Războinica Miss Boboc. Partea a doua a fost programată să fie produsă în anul 2008.